# Slavkov u Brna
Pour les articles homonymes, voir Austerlitz.
Slavkov u Brna , historiquement connue sous le nom autrichien d'Austerlitz, est une ville du district de Vyškov, dans la région de Moravie-du-Sud, en Tchéquie. Sa population s'élevait à 7 169 habitants en 2024.

## Nom
Le nom Slavkov u Brna signifie « Slavkov près de Brno », la préposition u du tchèque correspondant au « lès » français. Slavkov est à prononcer Slafkof.

## Géographie
Slavkov u Brna se trouve à 20 km à l'est-sud-est du centre de Brno, à 17 km au sud-ouest de Vyškov et à 204 km au sud-est de Prague.

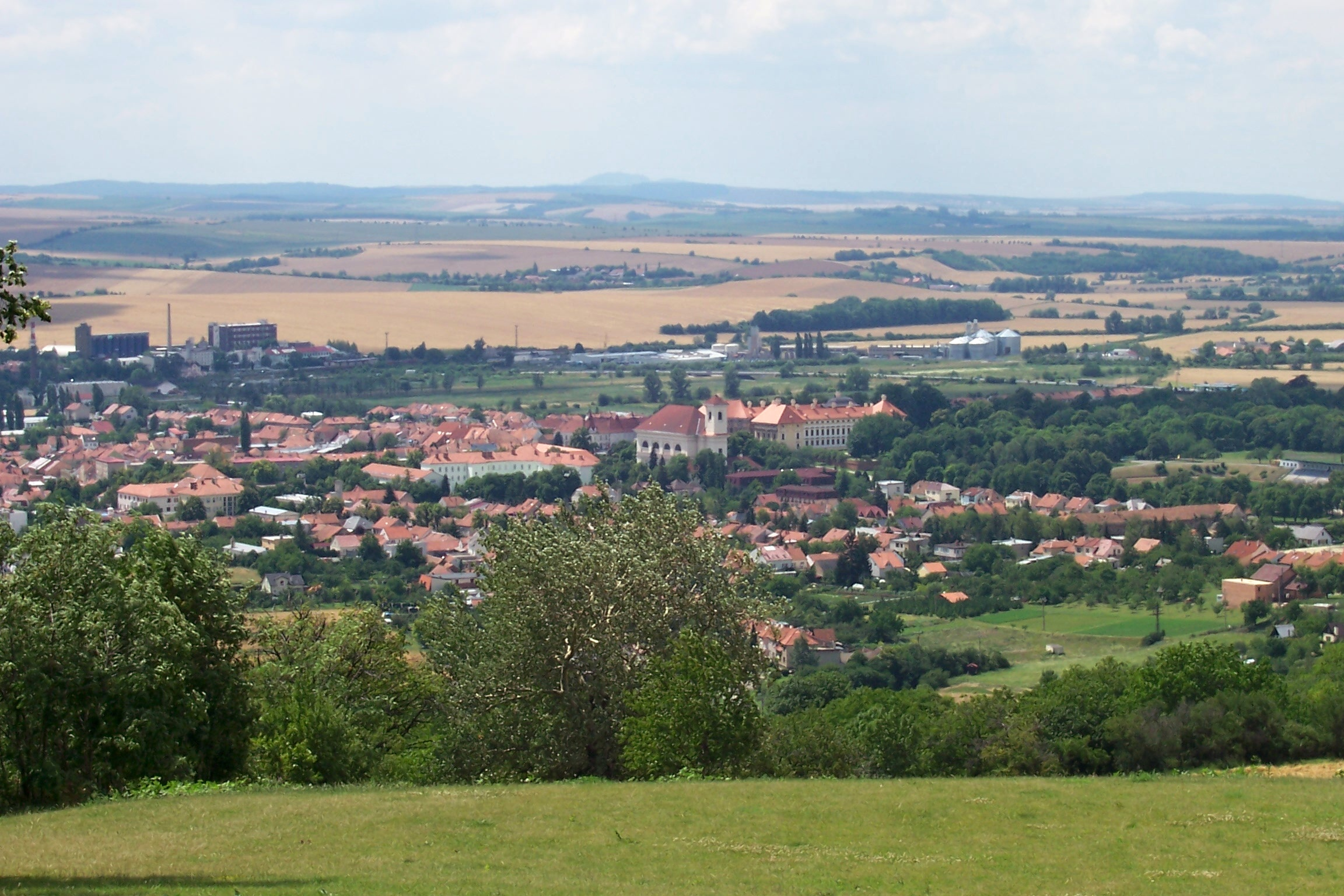
Slavkov u Brna : vue générale.

La commune est limitée par Velešovice et Rousínov au nord, par Němčany au nord-est, par Hodějice à l'est, par Nížkovice et Vážany nad Litavou au sud, et par Křenovice et Holubice à l'ouest.

## Histoire
La région, dont le nom initial était Novosedlice, a déjà été citée dans les chroniques de Cosmas de Prague († 1125). La première mention écrite de Slavkov remonte à 1237. Au début du XIIIe siècle, le lieu appartenait à l'ordre Teutonique qui y fit construire une forteresse. l'église paroissiale Sainte-Marie fut mentionnée en 1223. Le roi Venceslas Ier de Bohême, par un décret de 1237, confirma les droits de propriété de l'ordre et l'a chargé de fonder une ville. le roi Venceslas IV conféra ses armoiries à la ville en 1416.
Au début des temps modernes, Slavkov était connue pour sa tolérance religieuse qui a favorisé l'essor économique. Une communauté anabaptiste (huttérite) et également des Frères tchèques vivaient dans cette région au XVIe siècle. L'époque de prospérité s'était terminée par la guerre de Trente Ans. 

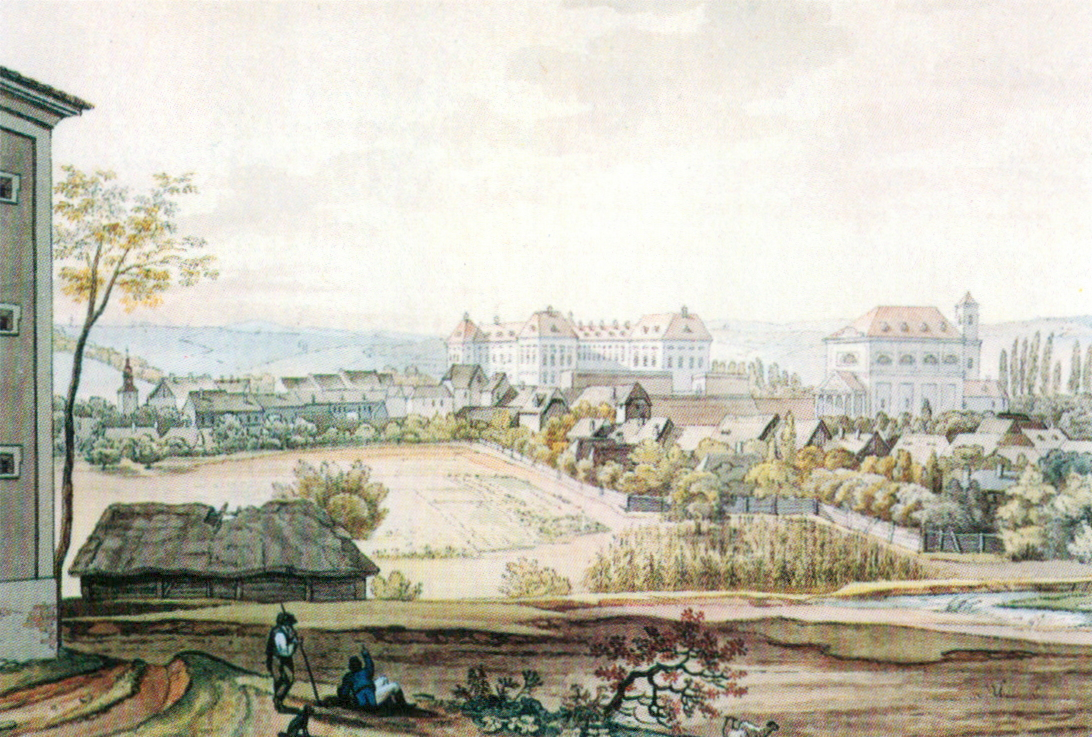
Slavkov u Brna en 1822, par Franz Richter.

À partir de 1696, le château d'Austerlitz, une résidence de la noble famille de Kaunitz (Kounic), a été édifié dans son style baroque sur les fondations des bâtiments teutoniques. Cinquante ans plus tard, la construction a été achevée sous l'égide de Wenceslas Antoine de Kaunitz, diplomate et homme d'État au service de l'impératrice Marie-Thérèse d'Autriche. Dans le grand hall du château, l'armistice entre la France, la Russie et l'Autriche fut signé le 6 décembre 1805, après que Napoléon eut vaincu la coalition formée par les empereurs Alexandre Ier de Russie et François d'Autriche lors de la « bataille des Trois Empereurs » (dite « d'Austerlitz ») quatre jours auparavant.

## Galerie

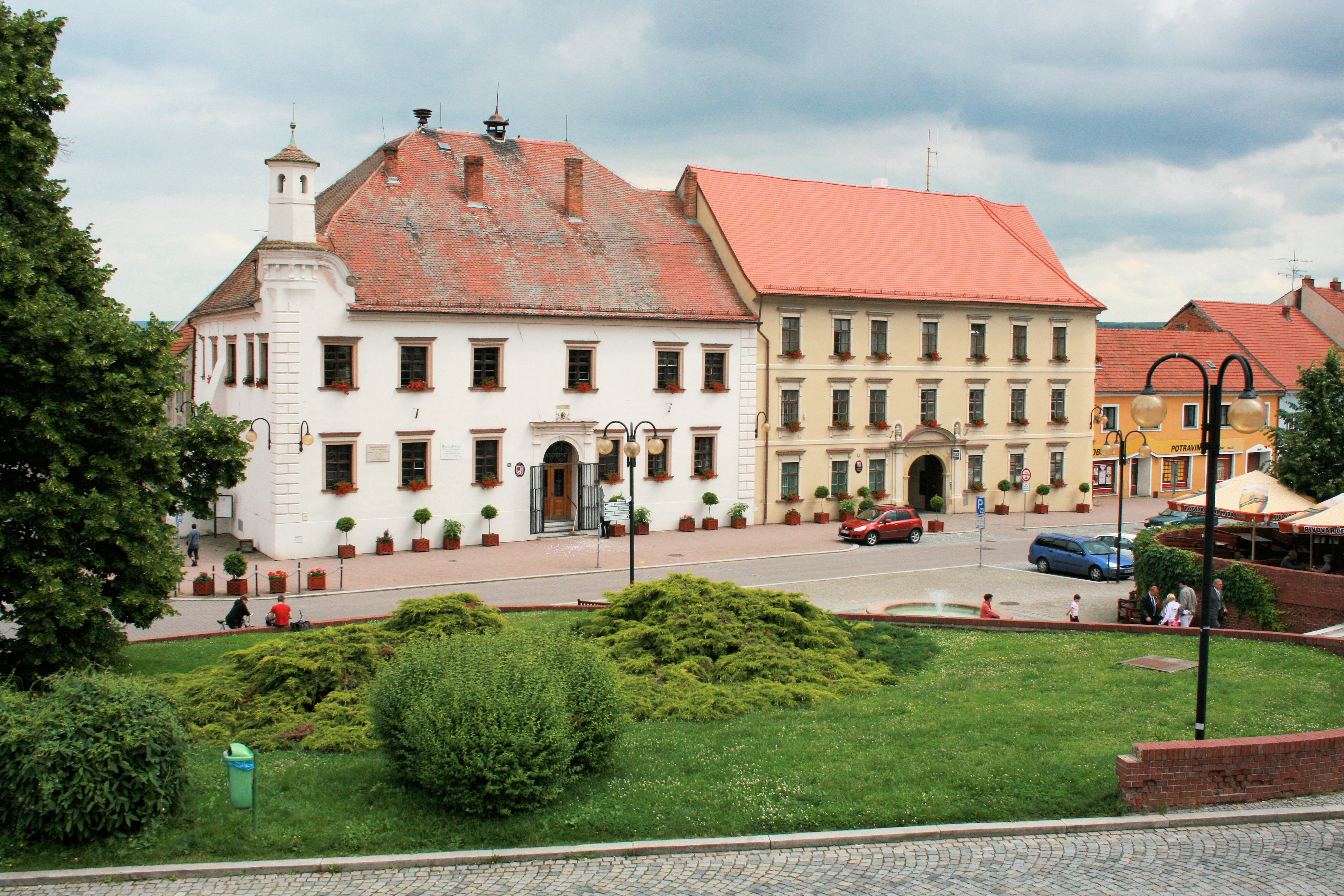
Hôtel de ville et poste de police.
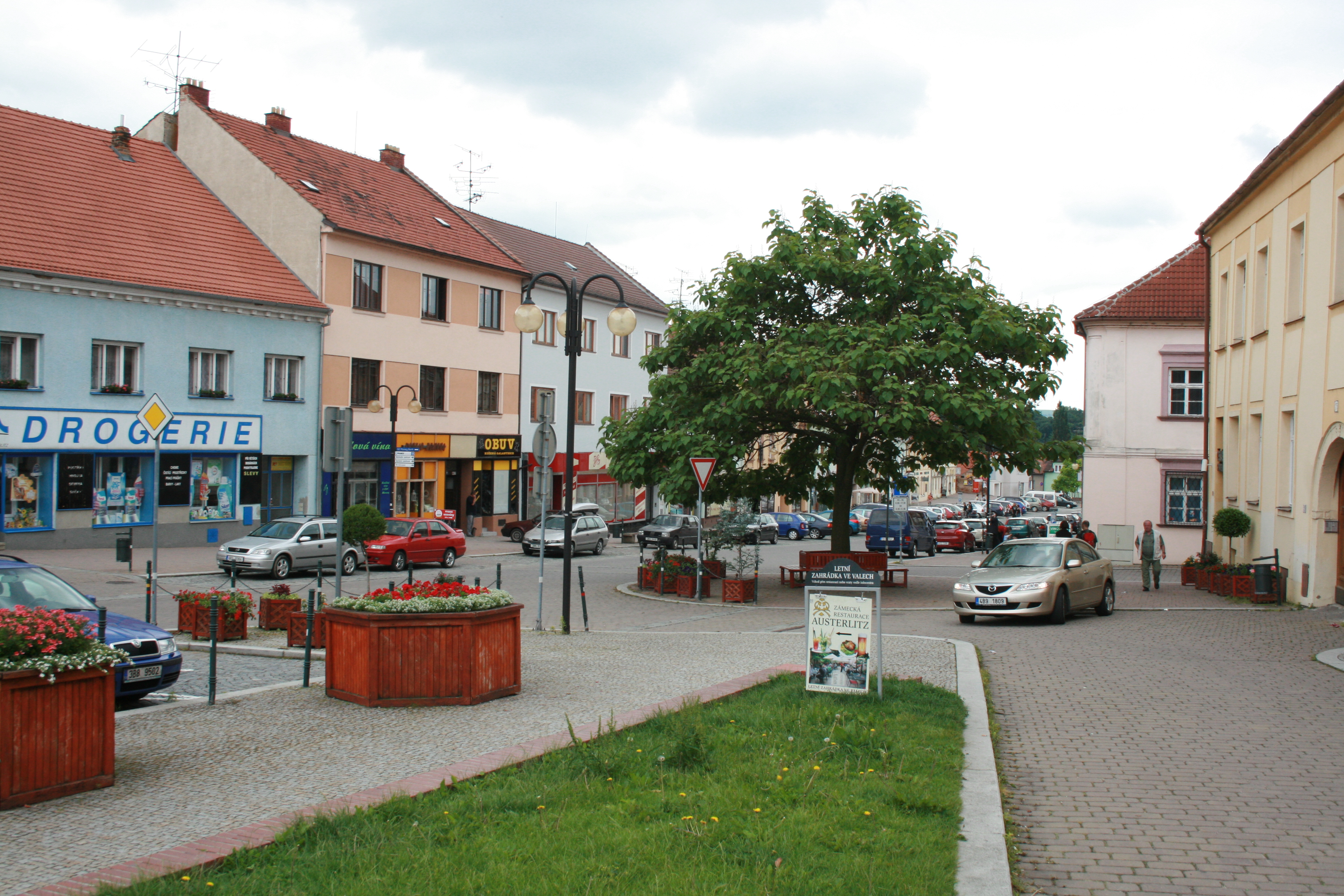
Place Palackého.

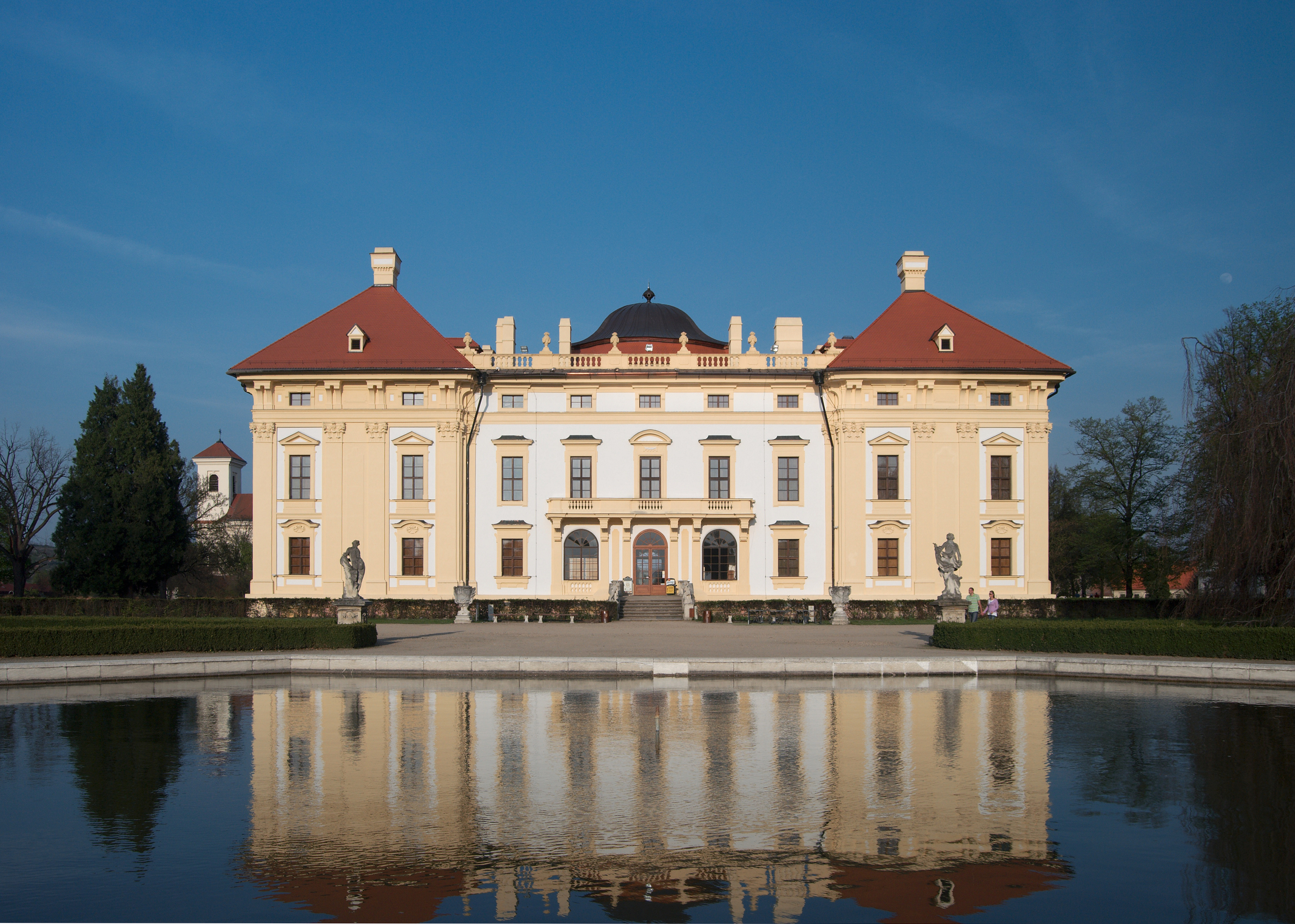
Château de Slavkov u Brna.
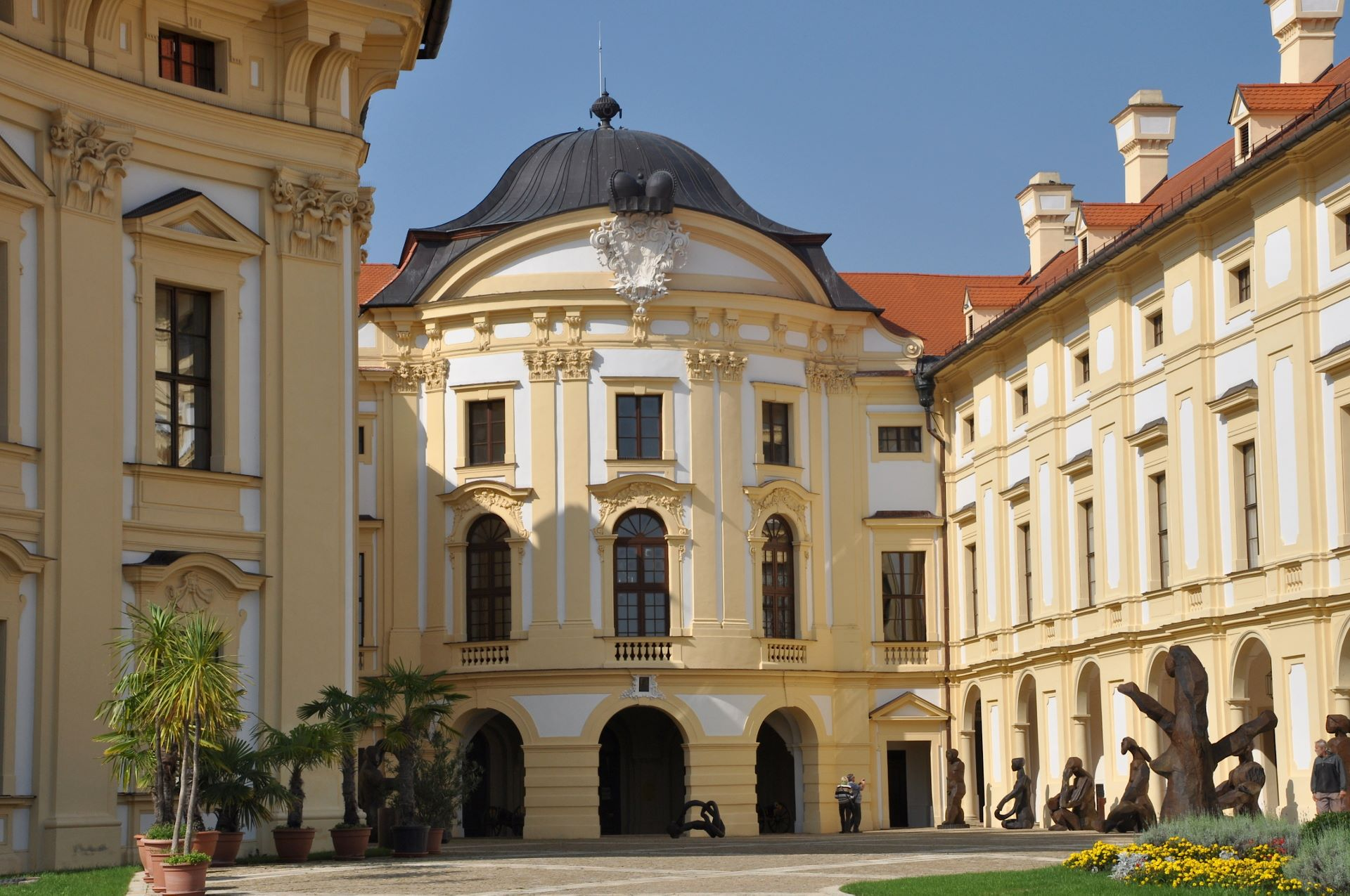
Château : cour intérieure.

## Transports
Par la route, Slavkov u Brna se trouve à 10,5 km de Bučovice, à 20 km de Vyškov, à 20,5 km de Brno et à 229 km de Prague.

## Personnalités
- Bernardino Ochino (1487-1564), religieux réformateur, mourut de la peste à Slavkov ;
- Wenceslas Antoine de Kaunitz (1711-1794), diplomate et homme d'État au service de la monarchie de Habsbourg, repose au cimetière de l'église Saint-Jean.

## Jumelages
La ville de Slavkov est jumelée avec :
- Austerlitz (Pays-Bas)
- Darney (France) depuis 1987
- Horn (Autriche)
- Mojaïsk (Russie)
- Pag (Croatie)
- Sławków (Pologne)